# Шансервон
Шансервон (фр. Champcervon) насеље је и општина у северној Француској у региону Доња Нормандија, у департману Манш која припада префектури Авранш.
По подацима из 2011. године у општини је живело 215 становника, а густина насељености је износила 38,19 становника/km². Општина се простире на површини од 5,63 km². Налази се на средњој надморској висини од 92 метара (максималној 132 m, а минималној 81 m).

## Демографија
| 1962. | 1968. | 1975. | 1982. | 1990. | 1999. | 2011. |
| ----- | ----- | ----- | ----- | ----- | ----- | ----- |
| 143   | 200   | 169   | 146   | 142   | 157   | 215   |

График промене броја становника у току последњих година